# 기스케 BOX

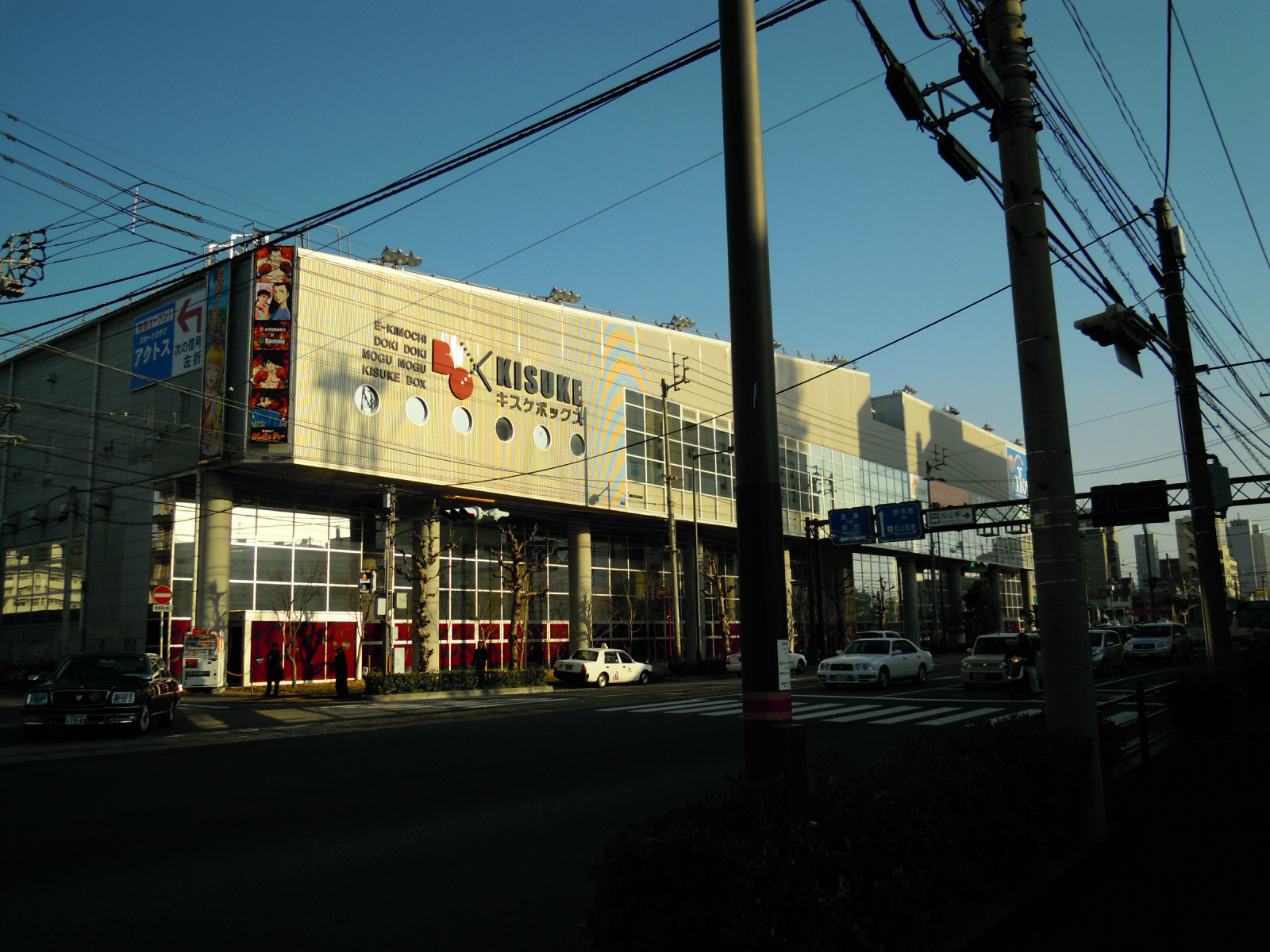

기스케 BOX(일본어: キスケBOX)는 일본 에히메현 마쓰야마시에 있는 복합 상업 시설이다. 파칭코 체인 홈런 그룹의 기스케가 자사의 파칭코 가게 및 볼링장 부지에서 온천을 굴착하고 2001년에 개업했다.
2007년 건물의 옥상에 돌나물을 심어 옥상녹화를 하였다. 녹화 면적은 약 3,700 평방 미터로, 건물 한 채의 옥상녹화로는 일본 최대이다.
마쓰야마 역에서 도보로 3분 거리에 있다.

## 시설
- 천연온천 기스케노유 (天然温泉キスケのゆ)
- 파칭코, 파치슬로 가게
- 가라오케
- 볼링장
- 게임 센터
- 인터넷 카페
- 맥도날드